# Enns (rivier)
De Enns is een 245 km lange Oostenrijkse zijrivier van de Donau.
De Enns vormt ten noorden van Steyr de grens tussen de deelstaten Opper-Oostenrijk en Neder-Oostenrijk, die vroeger respectievelijk Österreich ob der Enns en Österreich unter der Enns heetten. De rivier mondt ten noorden van de stad Enns uit in de Donau.
- Gemeinsame Normdatei: 4091822-1
- Nationale Bibliotheek van Tsjechië: ge369123
- Virtual International Authority File: 315140243